# 레기스탄

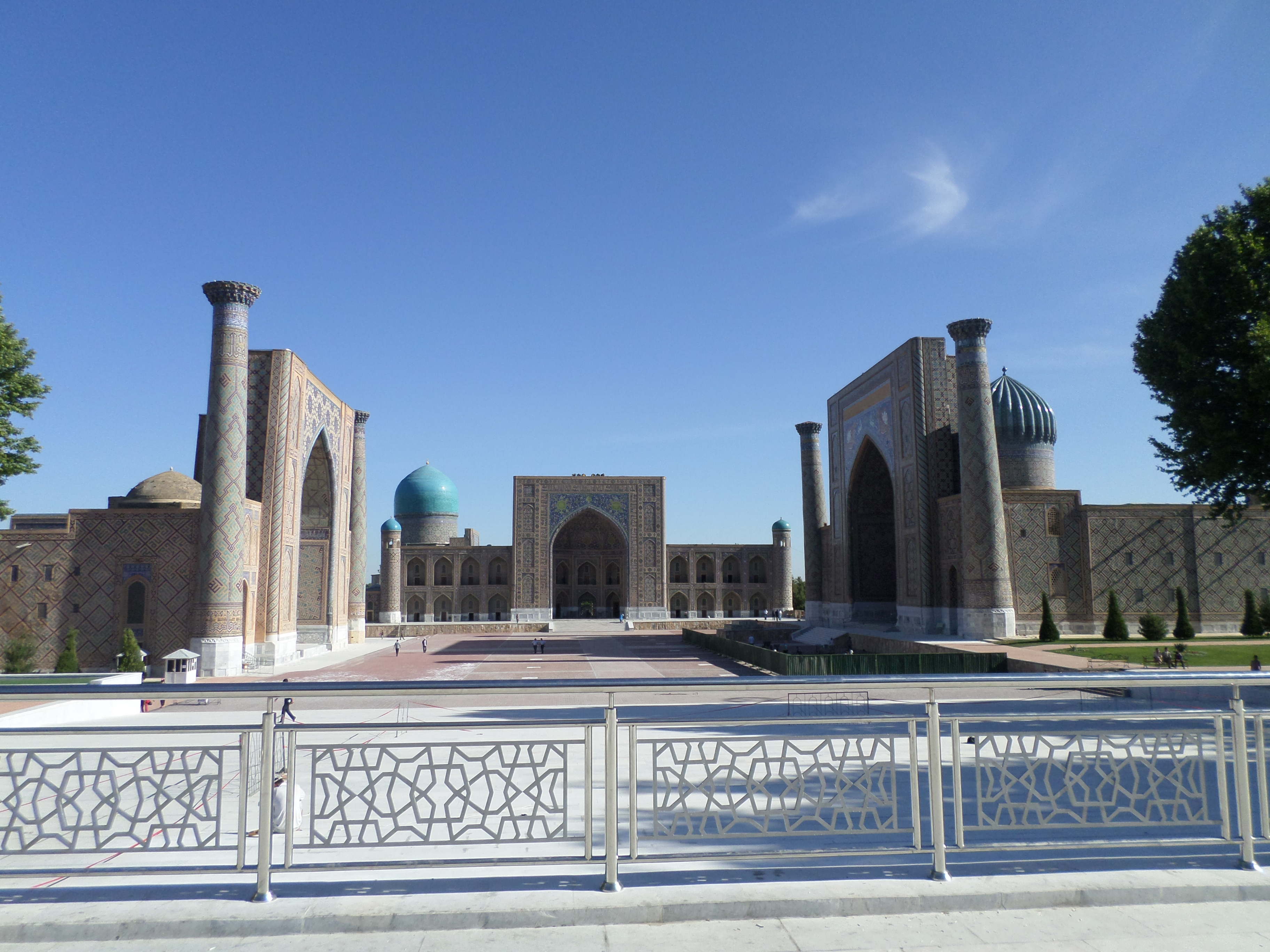
레기스탄

레기스탄(Registan, 우즈베크어: Registon, 페르시아어: ریگستان)은 우즈베키스탄의 사마르칸트에 있는 광장이다. 레기스탄은 페르시아어로 "모래가 있는 곳"을 뜻한다.
광장 안에는 이슬람교의 학교인 마드라사 3개가 있다. 광장 왼쪽에는 울루그 베그 마드라사(Ulugh Beg, 1417년 ~ 1420년), 오른쪽에는 셰르도르 마드라사(Sher-Dor, 1619년 ~ 1636년), 가운데에는 틸랴코리 마드라사(Tilya-Kori, 1646년 ~ 1660년)가 있다.

## 같이 보기
- 비비하눔 모스크
- 티무르 왕조